# Gilberto Mora
Pour les articles homonymes, voir Mora.
Mora  Zambrano est un nom espagnol. Le premier nom de famille, en général paternel, est Mora ; le second, en général maternel, souvent omis, est Zambrano.
Gilberto Rafael Mora Zambrano, né le 14 octobre 2008 à Tuxtla Gutiérrez au Mexique, est un footballeur international mexicain qui évolue au poste de milieu offensif au Club Tijuana.

## Biographie

### Carrière en club
Formé au sein de l'académie du Club Tijuana, Gilberto Mora se distingue rapidement par ses performances dans en équipes jeunes. Le 19 août 2024, à seulement 15 ans, il fait ses débuts professionnels en Liga MX lors d'une victoire 3-1 contre Santos Laguna, où il délivre une passe décisive. Le 31 août 2024, il inscrit son premier but en championnat face au Club León, devenant ainsi le plus jeune buteur de l'histoire de la Liga MX.

### En sélections nationales
Gilberto Mora représente le Mexique dans différentes catégories de jeunes. Avec l'équipe U15, il totalise 16 sélections et 9 buts entre 2022 et 2023. Il poursuit son parcours avec les U16, puis les U17, où il continue de se distinguer par ses performances. En janvier 2025, il est convoqué pour la première fois avec l'équipe du Mexique par le sélectionneur Javier Aguirre, dans le cadre d'une tournée d'exhibition en Amérique du Sud où la sélection affronte le SC Internacional et le CA River Plate. Mora rentre en jeu lors des deux matchs, devenant ainsi le plus jeune joueur de la sélection en match non-officiel.
Le 28 juin 2025, il est titularisé en quart de finale de Gold Cup 2025 face à l'Arabie Saoudite, ce qui constitue sa première apparition en compétition officielle avec le Mexique. Il est ensuite titulaire jusqu'en finale, remportée face aux États-Unis deux buts à un,.

### En sélection
Mexique
- Gold Cup
  - Vainqueur en 2025.